# 道成寺站
道成寺站（日语：／ Dōjōji eki */?）是位於和歌山縣御坊市藤田町藤井，西日本旅客鐵道（JR西日本）的紀勢本線（紀國線）車站。
此站距離道成寺最接近，在車站步行5分鐘可到達日高川町。

## 歷史
- 1930年（昭和5年）12月14日 - 國鐵紀勢西線御坊站至印南站開通，此站啟用[1]。
- 1959年（昭和34年）7月15日 - 三木里站至新鹿站之間開通，同時路線改名為紀勢本線[1]。
- 1985年（昭和60年）3月14日 - 成為無人車站[2]。
- 1987年（昭和62年）4月1日 - 伴隨國鐵分割民營化，車站由西日本旅客鐵道（JR西日本）營運[1]。
- 2020年（令和2年）3月14日 - 車站可以使用「ICOCA」等交通系IC卡[3]。

## 車站構造

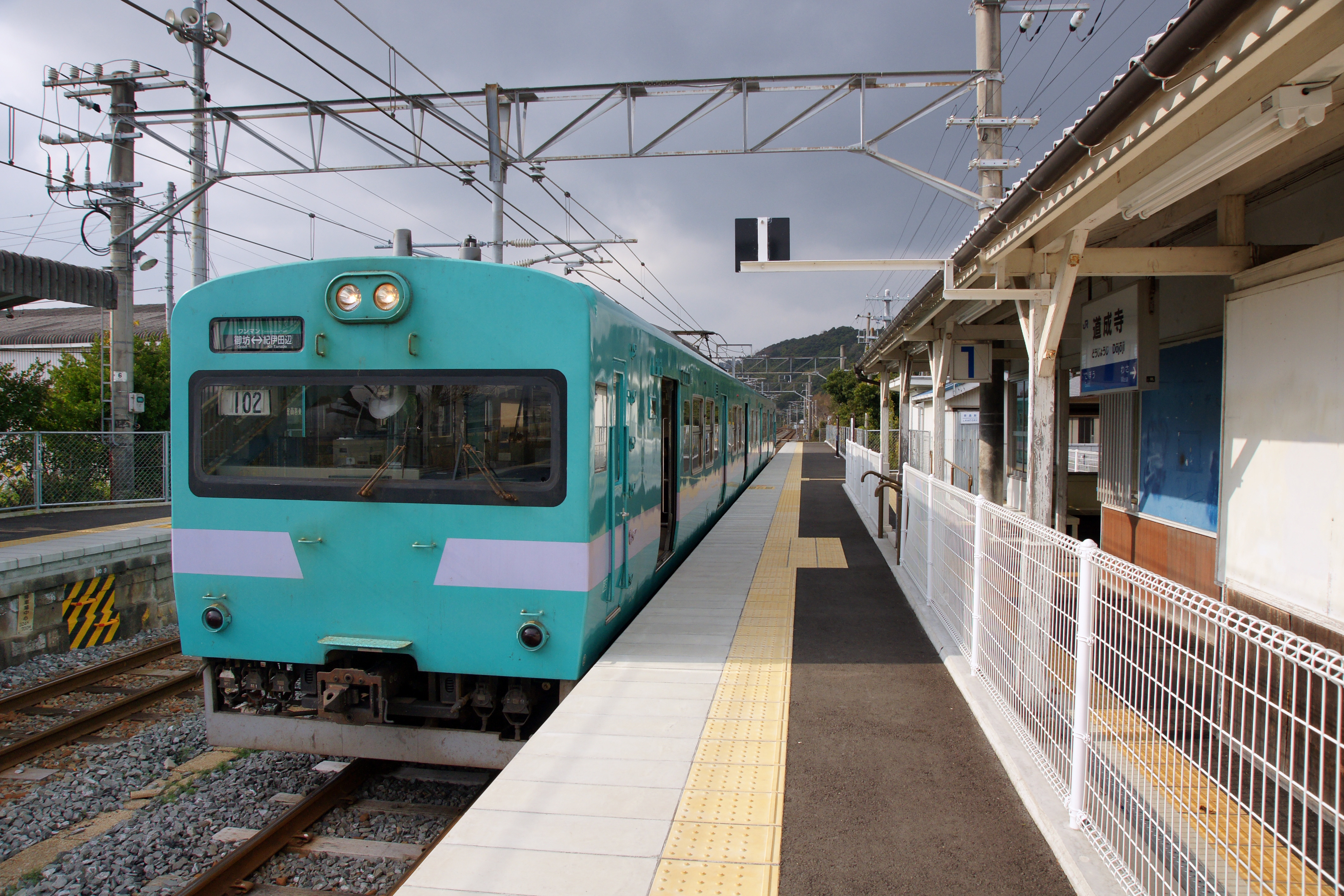
月台

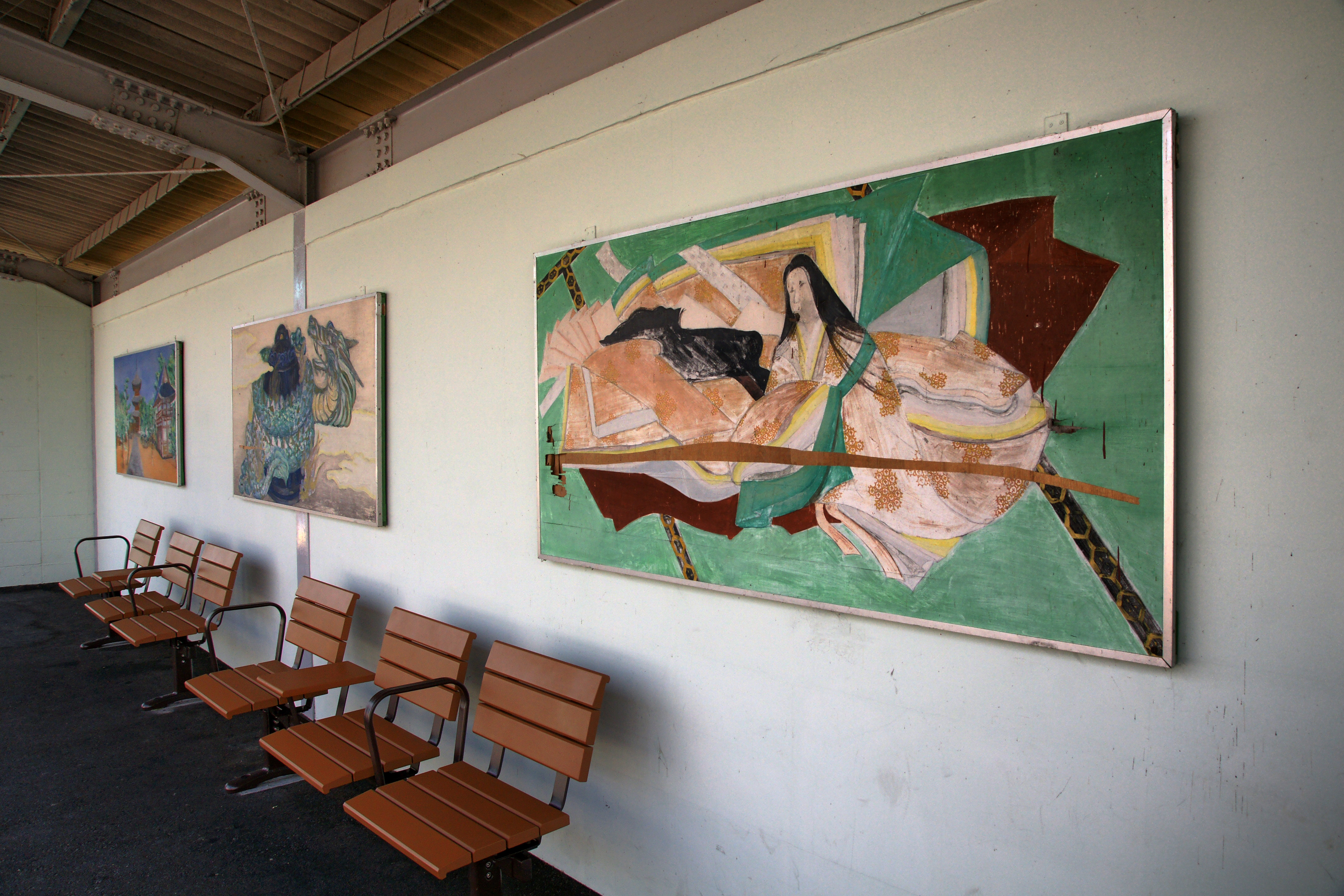
月台的安珍與清姬傳說的圖象

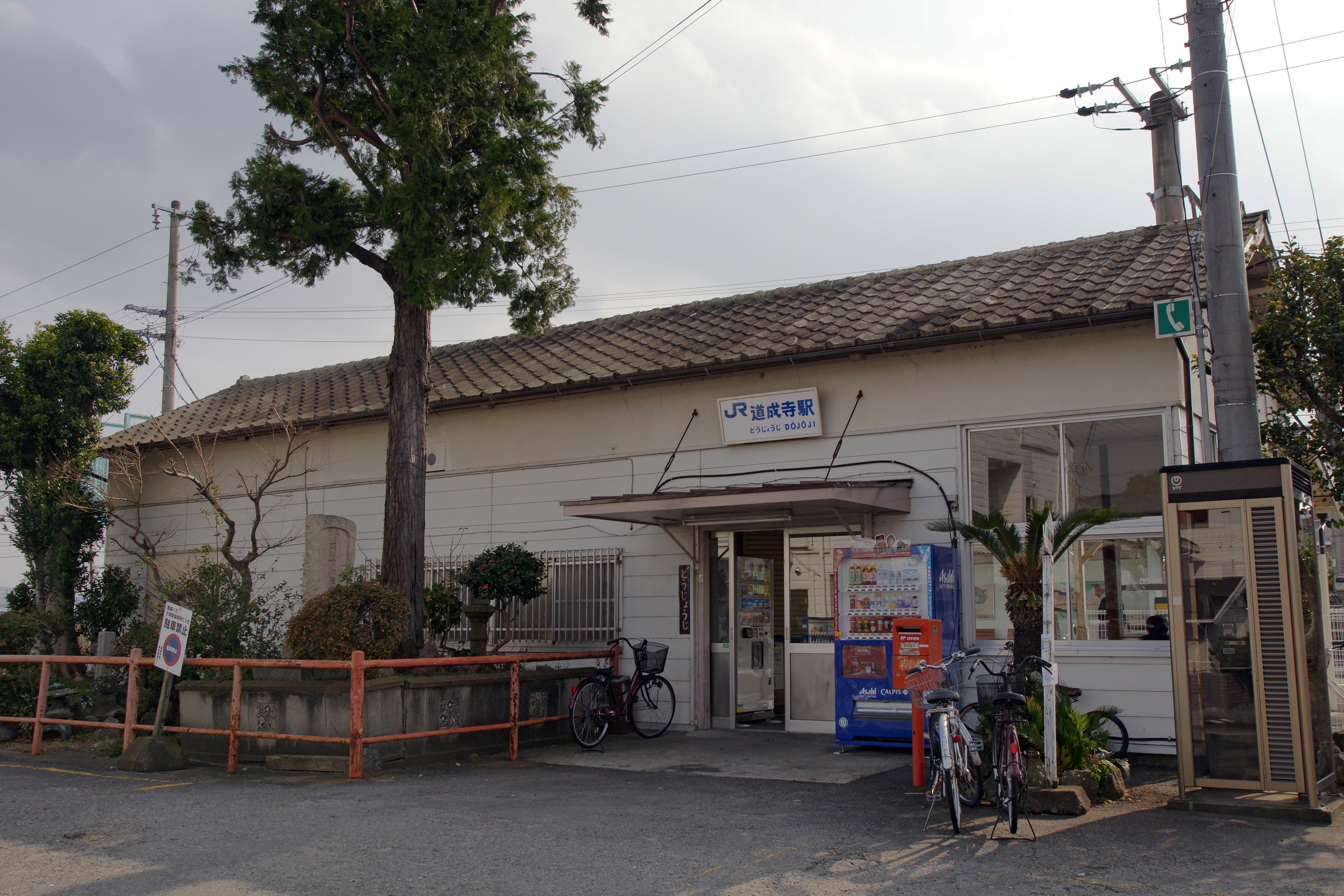
車站大樓>

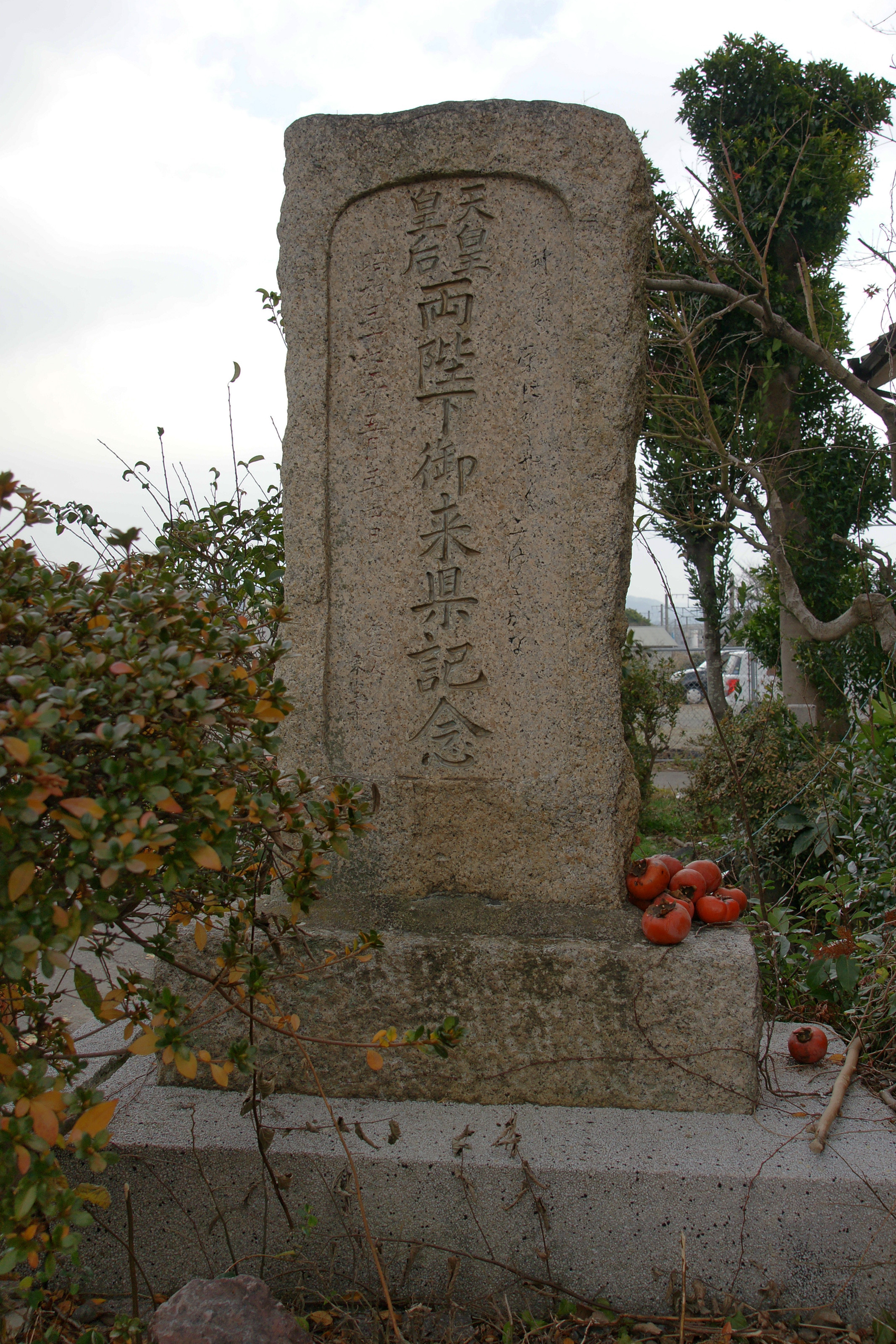
車站大樓側邊的天皇皇后來縣記念的石碑

車站為地面車站，設有2面2線的相對式月台。設有轉轍器和絶對信號機，被定義為停留所。車站大樓位於紀伊田邊方向的月台側，設有跨線橋連接對面往御坊、和歌山的月台。車站大樓為古老的木造建築物，沒有設置自動售票機。紀伊田邊方向的月台與車站大樓沒有梯級。
車站由御坊站管理，為無人車站，比較少乘客使用此站。但在從前毎年4月27日，道成寺舉行鐘供養儀式時，御坊站會派遣車站職員前往此站進行車票收集和發售車站的作業（在成為無人車站後）。車站內沒有廁所。　

### 月台
| 月台 | 路線   | 方向               |
| ---- | ------ | ------------------ |
| 1    | 紀國線 | 紀伊田邊、新宮方向 |
| 2    | 紀國線 | 和歌山、天王寺方向 |

- 以上的路線名是使用旅客資訊上的名稱（愛稱）。

## 使用狀況
以下列出近年1日平均乘車人次。
| 年度   | 一日平均 乘車人次 |
| ------ | ----------------- |
| 1998年 | 119               |
| 1999年 | 103               |
| 2000年 | 100               |
| 2001年 | 100               |
| 2002年 | 96                |
| 2003年 | 111               |
| 2004年 | 107               |
| 2005年 | 98                |
| 2006年 | 104               |
| 2007年 | 105               |
| 2008年 | 109               |
| 2009年 | 100               |
| 2010年 | 94                |
| 2011年 | 95                |
| 2012年 | 95                |
| 2013年 | 103               |
| 2014年 | 102               |
| 2015年 | 102               |
| 2016年 | 93                |
| 2017年 | 92                |

## 車站周邊
- 道成寺
- 日高川（日语：日高川）
- 藤井郵局
- 川邊土生簡易郵局
- 御坊市立藤田小學
- 御坊市日高川町組合立大成中學
- 日高川町政廳
- 紀國信用金庫（日语：きのくに信用金庫）道成寺分店
- A-Coop（日语：Aコープ）川邊
- 阪和自動車道、湯淺御坊道路御坊交流道

## 相鄰車站
西日本旅客鐵道
 紀國線（紀勢本線）
■快速、■普通
和佐－道成寺－御坊

## 注腳
1. 1 2 3 4  曾根悟（監修）. 朝日新聞出版分冊百科編集部（編集） , 编. . 朝日百科週刊. 25號 紀勢本線、參宮線、名松線. 朝日新聞出版. 2010-01-10: 19–21.
2. ↑  日本國有鐵道公示S60.3.12公181
3. ↑  ２０２０年春ダイヤ改正について （页面存档备份，存于） JR西日本和歌山分社 2019年12月13日發布，2020年3月7日參閱
4. ↑  『和歌山縣統計年鑑』及『和歌山縣公共交通機關等資料集』

## 外部連結
- 道成寺｜車站資訊：JR出門網 - 西日本旅客鐵道